# Abraham Lempel
Abraham Lempel (Leópolis, 10 de febrero de 1936-4 de febrero de 2023) fue un  científico de la computación  israelí de origen polacoucraniano; fue uno de los padres de la familia LZ de  algoritmos de compresión sin pérdidas de datos.
Estudió en la Technion - Israel Institute of Technology, y recibió  B.Sc. en 1963,  M.Sc. en 1965, y  DS en 1967. Desde 1977 ha mantenido el título de profesor a tiempo completo. Actualmente es profesor emérito en el Technion.
Sus obras de importancia histórica se iniciaron con la presentación del algoritmo LZ77 en un documento titulado "Un algoritmo universal para secuencial de compresión de datos" en el  IEEE Transactions on Information Theory  (mayo 1977 ). Este trabajo fue coescrito con Jacob Ziv. Ha sido nombrado beneficiario del IEEE 2007 Richard W. Hamming Medal "Por un trabajo pionero en la compresión de datos, especialmente el algoritmo Lempel-Ziv".

## Obra
Los siguientes algoritmos llevan el nombre de Lempel:
- 1977: LZ77 (Lempel-Ziv)
- 1978: LZ78 (Lempel-Ziv)
- 1981:  LZR (LZ-Renau)
- 1982:  LZSS (LZ -  Storer -  Szymanski)
- 1984:  LZW (Lempel-Ziv -  Welch)
- lzs (Lempel-Ziv-STAC)
- 1996  lzo (Lempel-Ziv -  Oberhumer)
- 2001:  LZMA (Lempel-Ziv - cadena de Markov Algorithm).

Los términos  LZX,  LHA (LHarc) y  LZH hacen referencia a Lempel también.
Sus trabajos sentaron las bases de estos formatos comprimidos de gráficos como GIF, TIFF y PNG.
Lempel fundó HP Labs-Israel en 1994, y fue su director hasta octubre de 2007.